# Miriam Klimetzek
Miriam Klimetzek (geboren 1981 oder 1982) ist eine deutsche Leichtathletin und Behindertensportlerin. Sie repräsentierte Deutschland bei den Special Olympics World Summer Games 2023 in Berlin im Bereich Leichtathletik und erwarb dort zwei Silbermedaillen.

## Leben und Karriere
Miriam Nadine Anna Klimetzek lebt in Baden-Württemberg. Sie arbeitet nach eigenen Angaben in der Werkstatt für Behinderte Aalen und trainiert in der Sportgruppe BVSG Aalen im SSV Aalen e. V. (Stand 2023).
Seit 2000 nimmt sie an Wettbewerben von Special Olympics teil.
Klimetzek qualifizierte sich für eine Teilnahme an den Special Olympics World Summer Games 2023. Im Standweitsprung belegte sie in ihrer Leistungsklasse F02, Level A, mit 1 Meter den zweiten Platz und gewann damit Silber. Im 100-Meter-Lauf kam sie in ihrer Leistungsklasse F04, Level D, mit 28,32 s hinter der Osttimoresin Norberta da Cruz dos Santos ins Ziel und erwarb damit auch in diesem Wettbewerb die Silbermedaille.
Bei den Württembergischen Para-Leichtathletik-Meisterschaften 2023 in Aalen wurde Klimetzek im Standweitsprung Zweite.